# Seznam nejvytíženějších leteckých linek
Tento seznam řadí letecké linky podle počtu přepravených cestujících.
| Pořadí | Letiště      | Letiště             | vzdálenost (km) | 2022       | 2019       |
| ------ | ------------ | ------------------- | --------------- | ---------- | ---------- |
| 1.     | Čedžu        | Soul Kimpcho        | 449             | 16 068 983 | 17 426 873 |
| 2.     | Sapporo      | Tokio Haneda        | 835             | 10 216 765 | 12 498 648 |
| 3.     | Fukuoka      | Tokio Haneda        | 889             | 9 894 296  | 11 400 018 |
| 4.     | Hanoj        | Ho Či Minovo Město  | 1 171           | 8 562 009  | 10 253 530 |
| 5.     | Džidda       | Rijád               | 857             | 7 371 119  | 8 018 205  |
| 6.     | Sydney       | Melbourne           | 705             | 6 996 156  | 9 958 500  |
| 7.     | Bombaj       | Dilí                | 1 150           | 6 941 947  | 8 230 822  |
| 8.     | Tokio Haneda | Naha                | 1 573           | 6 910 809  | 7 704 098  |
| 9.     | Jakarta      | Denpasar            | 991             | 6 741 923  |            |
| 10.    | Peking       | Šanghaj Chung-čhiao | 1 081           | 6 321 194  | 8 117 461  |